# Orientační běh na světových hrách 2025
Orientační běh na Světových hrách 2025 se uskuteční ve dnech 7.–17. srpna 2025 ve městě Čcheng-tu, Čínská lidová republika. Tato mezinárodní multisportovní událost zahrnuje sporty a disciplíny, které nejsou součástí olympijských her. Jedním z těchto sportů je i orientační běh, který bude mít na programu několik závodů.

## Program orientačního běhu na Světových hrách 2025
Soutěže v orientačním běhu proběhnou ve třech disciplínách: sprint, střední trať a sprintová štafeta. Závody se uskuteční v různých lokalitách města Čcheng-tu, které nabídnou rozmanité terény od městského prostředí po parkové a lesní oblasti.
| Datum          | Disciplína        | Místo konání                 |
| -------------- | ----------------- | ---------------------------- |
| 9. srpna 2025  | Sprint            | Historické centrum Čcheng-tu |
| 11. srpna 2025 | Střední trať      | Park Qingchengshan           |
| 13. srpna 2025 | Sprintová štafeta | Univerzitní kampus Sichuan   |